# Damien Marchesseault
Damien Marchesseault (* 1. April 1818 in Saint-Antoine-sur-Richelieu, Niederkanada; † 20. Januar 1868 in Los Angeles, Kalifornien) war ein US-amerikanischer Politiker. In den Jahren 1859 und 1860 sowie von 1861 bis 1865 war er Bürgermeister der Stadt Los Angeles.

## Werdegang
Die Schreibweise des Nachnamens dieses amerikanischen Politikers wird in den Quellen unterschiedlich angegeben. Einmal wird er Marchesseault geschrieben, andere Quellen nennen ihn Marchessault oder sogar Marchesseau.  Welche Version nun historisch korrekt ist, lässt sich nicht mehr feststellen. Dieser Artikel bedient sich der Version der englischen Wikipedia. In seiner Jugend kam Damien Marchesseault nach New Orleans in Louisiana, wo er sich unter anderem am Glücksspiel beteiligte. Anschließend kämpfte er im Mexikanisch-Amerikanischen Krieg. Seit 1853 lebte er in Los Angeles, wo er als Mitglied der  Demokratischen Partei eine lokale politische Laufbahn einschlug. 1859 wurde Marchesseault zum Bürgermeister von Los Angeles gewählt. Dieses Amt bekleidete er zunächst zwischen dem 9. Mai 1859 und dem 9. Mai 1860. Nach dem Tod seines Nachfolgers Henry Mellus am 26. Dezember 1860 und der kurzen kommissarischen Amtszeit von William Woodworth wurde er erneut in dieses Amt gewählt, das er nach einigen Wiederwahlen zwischen dem 7. Januar 1861 und dem 6. Mai 1865 ausübte. Diese Zeit war von den Ereignissen des Bürgerkriegs und der Diskussion um eine mögliche Spaltung des Staates Kalifornien in zwei Teile bestimmt.
Zwischen 1866 und 1868 übte Damien Marchesseault mit einer kurzen Unterbrechung im Jahr 1867 das Amt des Water Overseer of Los Angeles aus, das höher bezahlt wurde als jenes des Bürgermeisters. In diesem Amt war er auch für die Qualität der damals noch hölzernen Wasserleitungen verantwortlich. Nachdem mehrere Leitungen gebrochen waren und die Stadt dadurch Probleme bekam, wurde die Bevölkerung mit Marchesseault immer unzufriedener. Dies und seine steigenden Spielschulden führten am 20. Januar 1868 zu seinem Selbstmord durch Erschießen.